# Higroma subdural
Un higroma subdural és una afecció quística en l'espai subdural contenint líquid cefalorraquidi (LCR), sense sang. La majoria d'higromes subdurals es creu que es deriva dels hematomes subdurals crònics. Es presenta amb freqüència en pacients d'edat avançada després d'un trauma menor, però es pot veure en nens després d'una infecció. Una de les causes més comunes d'higroma subdural és una disminució sobtada de la pressió per derivació ventricular. Això pot conduir a una fuita de líquid cefalorraquidi en l'espai subdural, especialment en els casos amb atròfia cerebral moderada a severa. En aquests casos, es poden veure símptomes com ara febre lleu, mal de cap, somnolència i confusió, que s'alleuja amb el drenatge del líquid.